# 创化论
《创造进化论》（Evolution créatrice），法国哲学家亨利·柏格森在1907年發表的哲学著作。柏格森强调创造与进化并不相斥，因为宇宙是一个“生命冲力”（élan vital）在运作，一切都是有活力的。本书流行于20世纪早期，現代演化綜論出现以前。
柏格森早期著作中的关于「时间」的理论在《创造进化论》也得到发展，影响了馬塞爾·普魯斯特等现代作家。柏格森用其术语「绵延」（durée）來指一種個體的、主觀的對時間的經驗，而與數學的、客觀地可度量的時鐘時間相對。在《创造进化论》中柏格森認為，對時間「绵延」的經驗是一種創造性的直觀，而非知性。